# Ulcot
Ulcot ist eine Ortschaft im französischen Département Deux-Sèvres in der Region Nouvelle-Aquitaine. Die vormals eigenständige Gemeinde wurde mit Wirkung vom 1. Januar 2016 mit Argenton-les-Vallées, Le Breuil-sous-Argenton, La Chapelle-Gaudin, La Coudre und Moutiers-sous-Argenton zur Commune nouvelle Argentonnay zusammengelegt. Sie hat seither den Status einer Commune déléguée mit 55 Einwohnern (Stand 1. Januar 2022). Frühere Nachbargemeinden waren Genneton im Westen, Cersay im Norden, Massais im Osten und im Süden sowie Le Breuil-sous-Argenton im Südwesten.

## Bevölkerungsentwicklung
| Jahr      | 1962 | 1968 | 1975 | 1982 | 1990 | 1999 | 2007 | 2008 | 2009 |
| --------- | ---- | ---- | ---- | ---- | ---- | ---- | ---- | ---- | ---- |
| Einwohner | 109  | 93   | 76   | 69   | 69   | 58   | 60   | 59   | 59   |